# Boophis lilianae
Boophis lilianae Köhler, Glaw & Vences, 2008 è una rana della famiglia Mantellidae, endemica del Madagascar.